# حمید لسانی
حمید لسانی، از اعضای هیئت علمی دانشکده مهندسی برق و کامپیوتر دانشگاه تهران و دانشگاه آزاد اسلامی واحد تهران جنوب، استاد تمام و از پژوهشگران ایرانی است

## زندگی‌نامه
وی متولد سال ۱۳۲۹، دارای مدرک کارشناسی و کارشناسی ارشد از دانشگاه تهران و دکتری قدرت از دانشگاه داندی اسکاتلند است. وی در زمینه ماشین‌های الکتریکی و سیستم‌های قدرت در صنعت برق ایران فعالیت می‌کند.

## سوابق علمی
وی دارای مدرک دکترای قدرت است و تخصص اصلی‌اش در دو زمینه دینامیک سیستم‌های قدرت و ماشین‌های الکتریکی است.
همچنین او دارای کتاب‌هایی در زمینه مهندسی برق است:

## آثار

### تالیفات
- مجموعه سوالات ماشین‌های الکتریکی ۱ و ۲: درس نامه و حل مسائل آزمون‌های کارشناسی ارشد و دکتری، انتشارات دانشگاه تهران ۱۳۹۵
- طراحی ماشین‌های الکتریکی (تألیف مشترکاً با ساونی و محمد صادقی راد) انتشارات دانش و فن ۱۳۹۴
- سیم پیچی ماشین‌های الکتریکی (تألیف مشترکاً با جعفر زالی) انتشارات دانش و فن ۱۳۹۳
- مجموعه سوالات کنکور کارشناسی ارشد مهندسی برق و حل آن‌ها (تألیف مشترکاً با همکاران) انتشارات دانشگاه تهران ۱۳۸۷
- فرمولر مهندسی برق (تألیف مشترکاً با یحیی جاسم زاده) مؤسسه انتشارات قائم ۱۳۸۴
- فرهنگ فنی و مهندسی انگلیسی به فارسی (مصور، تشریحی) انتشارات دانش و فن ۱۳۸۱
- راهنمای تأسیسات الکتریکی (تألیف مشترکاً با نعمت طالبی) انتشارات دانش و فن

### ترجمه
- تجزیه و تحلیل ماشین‌های الکتریکی و سیستم‌های محرکه نوشتهٔ پاول سی. کراوس نشر قدیس ۱۳۹۵
- سیم پیچی، عیب‌یابی و تعمیر انواع موتورهای الکتریکی نوشتهٔ روبرت رزنبرگ انتشارات دانش و فن ۱۳۹۳
- روش‌های نوین در بررسی سیستم‌های قدرت نوشتهٔ جائو یانگ دونگ (ترجمه مشترکا با نعمت طالبی و علیرضا فریدونیان، انتشارات گوتنبرگ ۱۳۹۳
- ماشین‌های الکتریکی مدرن نوشتهٔ جیک اف جیراس[۳] مؤسسه انتشارات قائم ۱۳۹۰
- مرجع موتورهای الکتریکی (از انتشارات اونتاریو هیدرو کانادا) انتشارات دانش و فن ۱۳۸۱
- ماشین‌های الکتریکی (تئوری، عملکرد و کاربردها) نوشتهٔ بیم بهارا
- ماشین‌های الکتریکی نوشتهٔ گوردون سلمون
- بررسی سیستم‌های قدرت نوشتهٔ آرتور برگن
- انتقال و توزیع انرژی الکتریکی، انتشارات دانش و فن ۱۳۶۰

او همچنین مبتکر ساخت دستگاه تثبیت کننده ولتاژ خودتنظیم برای ژنراتورهای سنکرون است.

## سوابق اجرایی
- رئیس سابق دانشگاه مازندران - از مهرماه ۱۳۶۰ تا آبان ۱۳۶۲[۵]
- رئیس سابق دانشگاه صنعت آب و برق